# Heterochelus pavidus
Heterochelus pavidus är en skalbaggsart som beskrevs av Louis Albert Péringuey 1908. Heterochelus pavidus ingår i släktet Heterochelus och familjen Melolonthidae. Inga underarter finns listade i Catalogue of Life.